# Trei Auguști și Cinci Suverani
Trei Auguști și Cinci Împărați (Sānhuáng wǔdì - San-huang wu-ti) au fost suveranii mitologici ai Chinei în perioada cuprinsă între 2850 î.Hr. și 2205 î.Hr., adică timpul imediat premergător dinastiei Xia, prima dinastie atestată istoric. 

## Cei Trei Auguști
Cei Trei Auguști, deseori pomeniți și cu numele de cei Trei Suverani, erau semi-zei sau regi-zei care foloseau puterile lor magice în favoarea propriului lor popor, a cărui viață o îmbunătățeau. Datorită virtuții și puterilor lor supranaturale au viețuit incredibil de mult și au guvernat într-o perioadă îndelungată de pace. 
Celor Trei Auguști li se atribuie diferite identități în diferitele texte istorice chineze: astfel în Analele marelui istoric din Sima Qian se spune că au fost: 
- Suveranul ceresc, care a domnit mai bine de 18.000 ani;
- Suveranul terestru, care a domnit mai bine de 11.000 ani;
- Suveranul uman, care a domnit 45.600 ani.

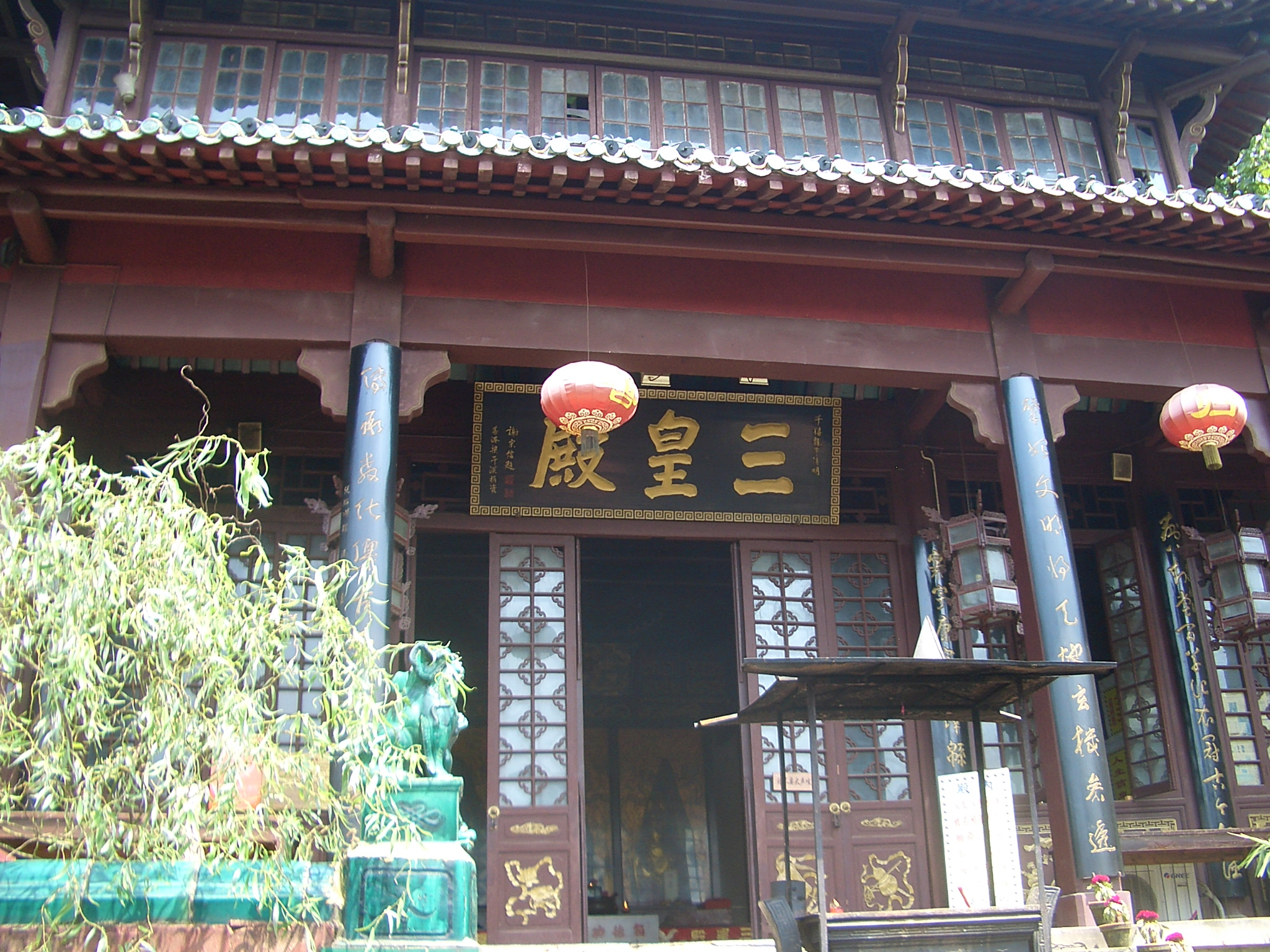
Intrarea în Palatul celor Trei Suverani

Izvoarele Yundou shu și Yuanming bao îi identifică astfel:
- Fuxi;
- Nüwa;
- Shennong.

Fuxi și Nüwa sunt zeul și zeița, soțul și soția, cărora le este atribuită descendența omenirii după un potop nimicitor, iar Shennong ar fi inventat agricultura și ar fi fost primul care a folosit plantele medicinale. 
Izvoarele Shangshu dazhuan și Baihu tongyi substituie pe Nüwa cu Suiren, inventatorul focului. Izvorul Diwang shiji substituie pe Nüwa cu Împăratul Galbăn, strămoșul totem (presupus) al întregului popor Han.

## Cei Cinci Împărați
Și aceștia ca și primii trei Auguști, sunt personaje legendare: regi-înțelepți și, din punct de vedere moral, perfecți. Conform Analelor Marelui Istoric acești împărați au fost: 
- Împăratul Galben;
- Zhuanxu;
- Împăratul Ku;
- Împăratul Yao;
- Împăratul Shun.

Yao și Shun sunt cunoscuți și ca Cei Doi Împărați, și, împreună cu Yu cel Mare, fondatorul dinastiei Xia, în epocile următoare au fost considerați de istoriografia chineză drept suverani model și exemplu de urmat în ceea ce privește etica confuciană. Shangshu Xu și Diwang shiji includ între acești regi model pe Shaohao în locul Împăratului Galbăn.
Balada lui Chu identifică în cei Cinci Împărați divinitățile punctelor cardinale:
- Shaohao (est)
- Zhuanxu (nord)
- Împăratul Galben (centrul)
- Shennong (vest)
- Fuxi (sud)

Cartea Riturilor pune în evidență o presupusă legătură între cei Cinci Împărați și cei Cinci Lignaggi: 
- Youchao-shi;
- Suiren-shi;
- Fuyi;
- Nüwa;
- Shennong.

Din punct de vedere semantic, primul împărat istoric atestat a fost Qin Shi Huang, care a și inventat un nou termen pentru "Împărat" (huangdi), combinând titlul de "august" (huang) și pe cel de "rege-zeu" (di). 
Notă: nu trebuie să se confunde numele Huángdì «Împăratul Jaune» (sec. al XXVI-lea î.e.c.) cu Huángdì, care înseamnă «împărat» și care a fost folosit de Qin Shi Huangdi în sec. al III-lea î.e.c.